# Saint-Loup-Cammas
Pour les articles homonymes, voir Saint-Loup et Cammas.
Saint-Loup-Cammas [sɛ̃ lu kamas] (Sant-Lop-Cammas en occitan) est une commune française située dans le nord du département de la Haute-Garonne en région Occitanie.
Sur le plan historique et culturel, la commune est dans le Pays toulousain, qui s’étend autour de Toulouse le long de la vallée de la Garonne, bordé à l’ouest par les coteaux du Savès, à l’est par ceux du Lauragais et au sud par ceux de la vallée de l’ Ariège et du Volvestre. Exposée à un climat océanique altéré, elle est drainée par le ruisseau de Carles et par divers autres petits cours d'eau.
Saint-Loup-Cammas est une commune urbaine qui compte 2 343 habitants en 2022, après avoir connu une forte hausse de la population depuis 1962. Elle est dans l'agglomération toulousaine et fait partie de l'aire d'attraction de Toulouse. Ses habitants sont appelés les Saint-Loupéens ou  Saint-Loupéennes.

## Géographie

### Localisation
La commune de Saint-Loup-Cammas se trouve dans le département de la Haute-Garonne, en région Occitanie.
Elle se situe à 11 km à vol d'oiseau de Toulouse, préfecture du département, et à 1 km de Pechbonnieu, bureau centralisateur du canton de Pechbonnieu dont dépend la commune depuis 2015 pour les élections départementales.
La commune fait en outre partie du bassin de vie de Toulouse.
Les communes les plus proches sont : 
Pechbonnieu (1,2 km), Saint-Geniès-Bellevue (1,6 km), Montberon (2,1 km), Launaguet (3,0 km), Lapeyrouse-Fossat (3,1 km), Castelginest (3,6 km), Saint-Jean (4,1 km), Fonbeauzard (4,3 km).
Sur le plan historique et culturel, Saint-Loup-Cammas fait partie du pays toulousain, une ceinture de plaines fertiles entrecoupées de bosquets d'arbres, aux molles collines semées de fermes en briques roses, inéluctablement grignotée par l'urbanisme des banlieues.
Saint-Loup-Cammas est limitrophe de six autres communes.
Les communes limitrophes sont Montberon, Castelginest, Lapeyrouse-Fossat, Launaguet, Pechbonnieu et Saint-Geniès-Bellevue.
| Pechbonnieu  | Montberon             |                   |
| Castelginest | Saint-Loup-Cammas     | Lapeyrouse-Fossat |
| Launaguet    | Saint-Geniès-Bellevue |                   |

### Géologie et relief
La commune domine vers le sud la vallée de la Garonne et Toulouse à une altitude moyenne de 200 m
La superficie de la commune est de 365 hectares ; son altitude varie de 140  à   215 mètres.

### Hydrographie

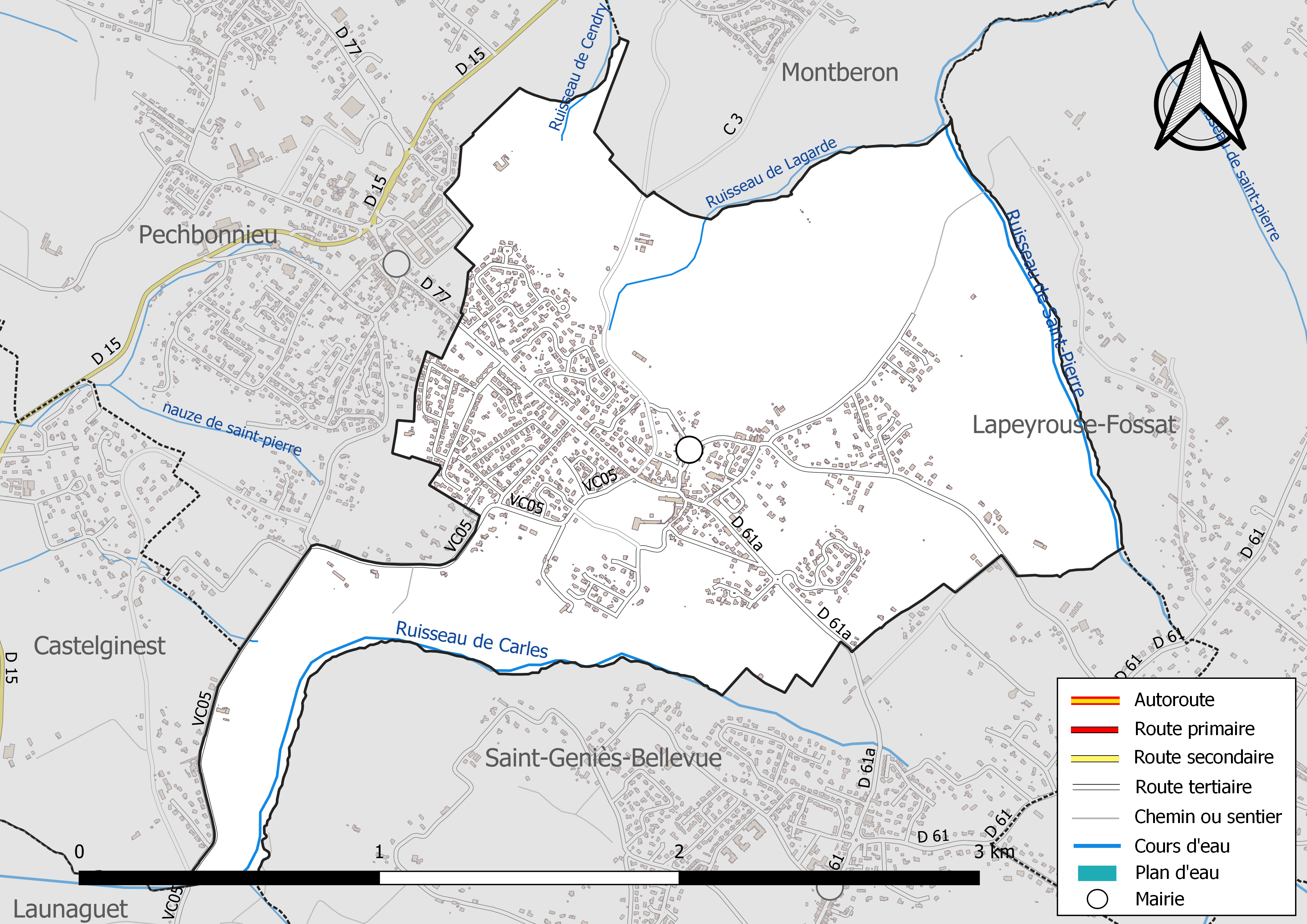
Réseaux hydrographique et routier de Saint-Loup-Cammas.

La commune est dans le bassin de la Garonne, au sein du bassin hydrographique Adour-Garonne. Elle est drainée par le ruisseau de Carles, le ruisseau de Bollac, le ruisseau de Cendry, le ruisseau de Lagarde, le ruisseau des Cètels et par un petit cours d'eau, constituant un réseau hydrographique de 4 km de longueur totale,.

### Climat
Pour des articles plus généraux, voir Climat de l'Occitanie et Climat de la Haute-Garonne.
En 2010, le climat de la commune est de type climat du Bassin du Sud-Ouest, selon une étude s'appuyant sur une série de données couvrant la période 1971-2000. En 2020, Météo-France publie une typologie des climats de la France métropolitaine dans laquelle la commune est exposée à un climat océanique altéré et est dans la région climatique Aquitaine, Gascogne, caractérisée par une pluviométrie abondante au printemps, modérée en automne, un faible ensoleillement au printemps, un été chaud (19,5 °C), des vents faibles, des brouillards fréquents en automne et en hiver et des orages fréquents en été (15 à 20 jours).
Pour la période 1971-2000, la température annuelle moyenne est de 13,1 °C, avec une amplitude thermique annuelle de 15,9 °C. Le cumul annuel moyen de précipitations est de 736 mm, avec 8,9 jours de précipitations en janvier et 5,3 jours en juillet. Pour la période 1991-2020, la température moyenne annuelle observée sur la station météorologique la plus proche, située sur la commune de Blagnac à 10 km à vol d'oiseau, est de 14,2 °C et le cumul annuel moyen de précipitations est de 627,0 mm,. Pour l'avenir, les paramètres climatiques de la commune estimés pour 2050 selon différents scénarios d'émission de gaz à effet de serre sont consultables sur un site dédié publié par Météo-France en novembre 2022.

### Milieux naturels et biodiversité
Aucun espace naturel présentant un intérêt patrimonial n'est recensé sur la commune dans l'inventaire national du patrimoine naturel,,.

## Urbanisme

### Typologie
Au 1er janvier 2024, Saint-Loup-Cammas est catégorisée ceinture urbaine, selon la nouvelle grille communale de densité à sept niveaux définie par l'Insee en 2022.
Elle appartient à l'unité urbaine de Toulouse, une agglomération inter-départementale regroupant 81  communes, dont elle est une commune de la banlieue,,. Par ailleurs la commune fait partie de l'aire d'attraction de Toulouse, dont elle est une commune de la couronne,. Cette aire, qui regroupe 527 communes, est catégorisée dans les aires de 700 000 habitants ou plus (hors Paris),.

### Occupation des sols
L'occupation des sols de la commune, telle qu'elle ressort de la base de données européenne d’occupation biophysique des sols Corine Land Cover (CLC), est marquée par l'importance des territoires agricoles (65,5 % en 2018), en diminution par rapport à 1990 (77,9 %). La répartition détaillée en 2018 est la suivante : 
zones agricoles hétérogènes (65,2 %), zones urbanisées (30,5 %), forêts (4 %), terres arables (0,3 %). L'évolution de l’occupation des sols de la commune et de ses infrastructures peut être observée sur les différentes représentations cartographiques du territoire : la carte de Cassini (XVIIIe siècle), la carte d'état-major (1820-1866) et les cartes ou photos aériennes de l'IGN pour la période actuelle (1950 à aujourd'hui).

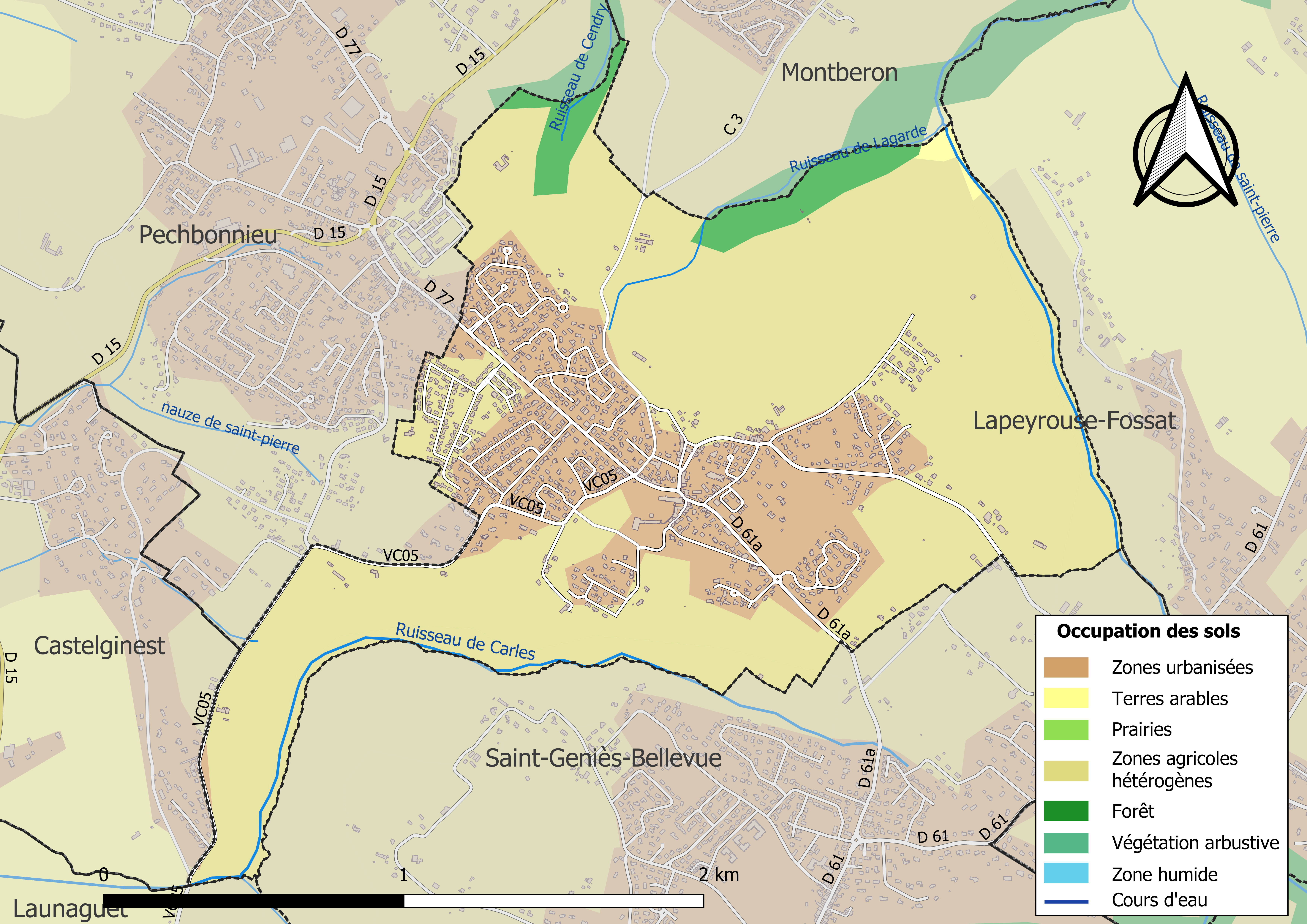
Carte des infrastructures et de l'occupation des sols de la commune en 2018 (CLC).

### Voies de communication et transports
La ligne 33 du réseau Tisséo relie le centre de la commune à la station Argoulets du métro de Toulouse depuis Bruguières, la ligne 61 relie la mairie de la commune à la station Trois-Cocus, et la ligne 354 du réseau Arc-en-Ciel relie le centre de la commune à la gare routière de Toulouse depuis Buzet-sur-Tarn.

### Risques majeurs
Le territoire de la commune de Saint-Loup-Cammas est vulnérable à différents aléas naturels : météorologiques (tempête, orage, neige, grand froid, canicule ou sécheresse) et séisme (sismicité très faible). Un site publié par le BRGM permet d'évaluer simplement et rapidement les risques d'un bien localisé soit par son adresse soit par le numéro de sa parcelle.

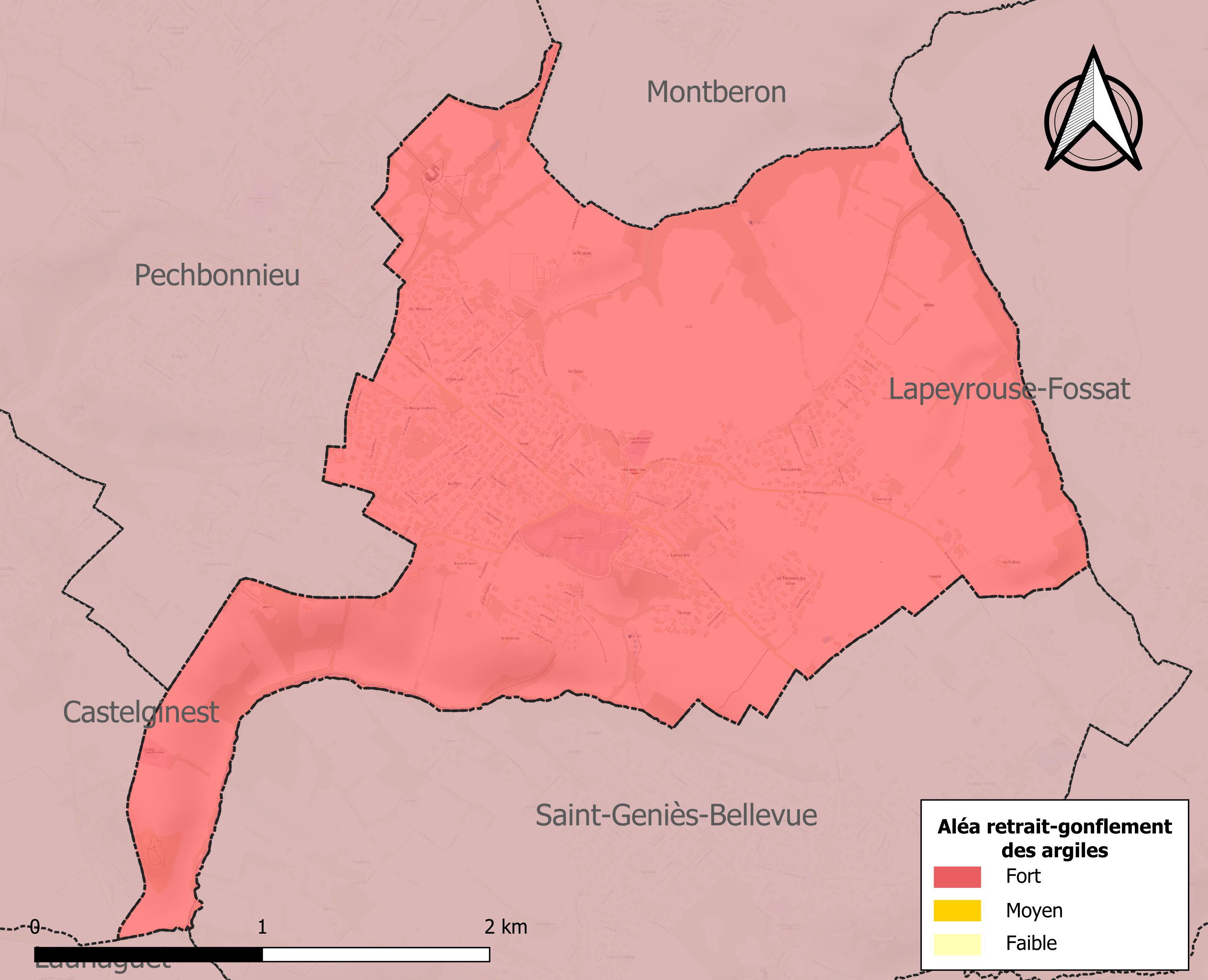
Carte des zones d'aléa retrait-gonflement des sols argileux de Saint-Loup-Cammas.

Le retrait-gonflement des sols argileux est susceptible d'engendrer des dommages importants aux bâtiments en cas d’alternance de périodes de sécheresse et de pluie. La totalité de la commune est en aléa moyen ou fort (88,8 % au niveau départemental et 48,5 % au niveau national). Sur les 815 bâtiments dénombrés sur la commune en 2019, 815 sont en aléa moyen ou fort, soit 100 %, à comparer aux 98 % au niveau départemental et 54 % au niveau national. Une cartographie de l'exposition du territoire national au retrait gonflement des sols argileux est disponible sur le site du BRGM,.
Par ailleurs, afin de mieux appréhender le risque d’affaissement de terrain, l'inventaire national des cavités souterraines permet de localiser celles situées sur la commune.
Concernant les mouvements de terrains, la commune a été reconnue en état de catastrophe naturelle au titre des dommages causés par la sécheresse en 1989, 1991, 1993, 1994, 1998, 1999, 2000, 2002, 2003, 2007, 2008, 2011, 2012, 2016 et 2017 et par des mouvements de terrain en 1999.

## Histoire
Saint-Loup-Cammas tire son nom de la légende qui veut que le curé du village, dévoré par un loup, fut régurgité vivant grâce à l'intercession de saint Loup devant l'église du village.
Cammas (« le hameau dans les champs » en occitan) fut rattaché à Saint-Loup en 1924.
La commune avait une vocation agricole, mais aussi industrielle, comme en témoignent les trois briqueteries qui existaient jusque dans les années 1930. Toutes les trois ont aujourd'hui entièrement disparu.

### Héraldique
| Saint-Loup-Cammas | Son blasonnement est : De sable aux trois faces d'argent. Depuis son origine, il a beaucoup évolué tout en gardant l'ancien blason, maintenant de chaque côté se trouve un loup et d'autres dessins. |

## Politique et administration

### Administration municipale
Le nombre d'habitants au recensement de 2011 étant compris entre 1 500 habitants et 2 499 habitants, le nombre de membres du conseil municipal pour l'élection de 2014 est de dix neuf,.

### Rattachements administratifs et électoraux
Commune faisant partie de la deuxième circonscription de la Haute-Garonne de la communauté de communes des Coteaux-Bellevue et du canton de Pechbonnieu (avant le redécoupage départemental de 2014, Saint-Loup-Cammas faisait partie de l'ex-canton de Toulouse-15).

## Population et société

### Démographie
L'évolution du nombre d'habitants est connue à travers les recensements de la population effectués dans la commune depuis 1793. Pour les communes de moins de 10 000 habitants, une enquête de recensement portant sur toute la population est réalisée tous les cinq ans, les populations de référence des années intermédiaires étant quant à elles estimées par interpolation ou extrapolation. Pour la commune, le premier recensement exhaustif entrant dans le cadre du nouveau dispositif a été réalisé en 2004.

En 2022, la commune comptait 2 343 habitants, en évolution de +9,74 % par rapport à 2016 (Haute-Garonne : +8,02 %, France hors Mayotte : +2,11 %).
| 1793 | 1800 | 1806 | 1821 | 1831 | 1836 | 1841 | 1846 | 1851 |
| ---- | ---- | ---- | ---- | ---- | ---- | ---- | ---- | ---- |
| 231  | 251  | 266  | 310  | 321  | 315  | 279  | 267  | 294  |

| 1856 | 1861 | 1866 | 1872 | 1876 | 1881 | 1886 | 1891 | 1896 |
| ---- | ---- | ---- | ---- | ---- | ---- | ---- | ---- | ---- |
| 280  | 225  | 218  | 249  | 262  | 233  | 236  | 191  | 190  |

| 1901 | 1906 | 1911 | 1921 | 1926 | 1931 | 1936 | 1946 | 1954 |
| ---- | ---- | ---- | ---- | ---- | ---- | ---- | ---- | ---- |
| 227  | 213  | 193  | 146  | 189  | 246  | 201  | 289  | 240  |

| 1962 | 1968 | 1975 | 1982 | 1990  | 1999  | 2004  | 2006  | 2009  |
| ---- | ---- | ---- | ---- | ----- | ----- | ----- | ----- | ----- |
| 238  | 285  | 574  | 783  | 1 319 | 1 742 | 1 893 | 1 909 | 1 797 |

| 2014  | 2019  | 2022  | - | - | - | - | - | - |
| ----- | ----- | ----- | - | - | - | - | - | - |
| 1 898 | 2 221 | 2 343 | - | - | - | - | - | - |

| selon la population municipale des années : | 1968 | 1975 | 1982 | 1990 | 1999 | 2006 | 2009 | 2013 |
| Rang de la commune dans le département      | 223  | 142  | 130  | 99   | 92   | 96   | 109  | 108  |
| Nombre de communes du département           | 592  | 582  | 586  | 588  | 588  | 588  | 589  | 589  |

### Enseignement
Saint-Loup-Cammas fait partie de l'académie de Toulouse.
L'éducation est assurée sur la commune par un groupe scolaire (écoles maternelle et élémentaire). Le collège de rattachement est situé à Pechbonnieu.

### Santé
Clinique psychiatrique (clinique Marigny),

### Culture et festivité
Bibliobus, comité des fêtes, école de musique intercommunale,

### Sports
Club de rugby à XV l'entente de la vallée du Girou XV, chasse, pétanque, tennis,

### Écologie et recyclage
La collecte et le traitement des déchets des ménages et des déchets assimilés ainsi que la protection et la mise en valeur de l'environnement se font dans le cadre de la communauté de communes des Coteaux Bellevue.
Les déchèteries les plus proches sont situées sur les communes de Garidech, L'Union ou Saint-Alban.

## Économie

### Revenus
En 2018  (données Insee publiées en septembre 2021), la commune compte 830 ménages fiscaux, regroupant 2 270 personnes. La médiane du revenu disponible par unité de consommation est de 27 290 € (23 140 € dans le département). 71 % des ménages fiscaux sont imposés (55,3 % dans le département).

### Emploi
|                | 2008  | 2013  | 2018  |
| -------------- | ----- | ----- | ----- |
| Commune        | 4,7 % | 4,8 % | 5,6 % |
| Département    | 7,7 % | 9,6 % | 9,3 % |
| France entière | 8,3 % | 10 %  | 10 %  |

En 2018, la population âgée de 15 à 64 ans s'élève à 1 443 personnes, parmi lesquelles on compte 77,8 % d'actifs (72,2 % ayant un emploi et 5,6 % de chômeurs) et 22,2 % d'inactifs,. Depuis 2008, le taux de chômage communal (au sens du recensement) des 15-64 ans est inférieur à celui de la France et du département.
La commune fait partie de la couronne de l'aire d'attraction de Toulouse, du fait qu'au moins 15 % des actifs travaillent dans le pôle,. Elle compte 277 emplois en 2018, contre 294 en 2013 et 305 en 2008. Le nombre d'actifs ayant un emploi résidant dans la commune est de 1 053, soit un indicateur de concentration d'emploi de 26,3 % et un taux d'activité parmi les 15 ans ou plus de 64,9 %.
Sur ces 1 053 actifs de 15 ans ou plus ayant un emploi, 86 travaillent dans la commune, soit 8 % des habitants. Pour se rendre au travail, 84,8 % des habitants utilisent un véhicule personnel ou de fonction à quatre roues, 6 % les transports en commun, 6,3 % s'y rendent en deux-roues, à vélo ou à pied et 2,9 % n'ont pas besoin de transport (travail au domicile).

### Activités hors agriculture

#### Secteurs d'activités
128 établissements sont implantés  à Saint-Loup-Cammas au 31 décembre 2019. Le tableau ci-dessous en détaille le nombre par secteur d'activité et compare les ratios avec ceux du département,.
| Secteur d'activité                                                                                        | Commune | Commune | Département |
| Secteur d'activité                                                                                        | Nombre  | %       | %           |
| --- | ------- | ------- | ----------- |
| Ensemble                                                                                                  | 128     | 100 %   | (100 %)     |
| Industrie manufacturière, industries extractives et autres                                                | 5       | 3,9 %   | (5,7 %)     |
| Construction                                                                                              | 23      | 18 %    | (12 %)      |
| Commerce de gros et de détail, transports, hébergement et restauration                                    | 21      | 16,4 %  | (25,9 %)    |
| Information et communication                                                                              | 6       | 4,7 %   | (4,1 %)     |
| Activités financières et d'assurance                                                                      | 5       | 3,9 %   | (3,8 %)     |
| Activités immobilières                                                                                    | 3       | 2,3 %   | (4,2 %)     |
| Activités spécialisées, scientifiques et techniques et activités de services administratifs et de soutien | 27      | 21,1 %  | (19,8 %)    |
| Administration publique, enseignement, santé humaine et action sociale                                    | 24      | 18,8 %  | (16,6 %)    |
| Autres activités de services                                                                              | 14      | 10,9 %  | (7,9 %)     |

Le secteur des activités spécialisées, scientifiques et techniques et des activités de services administratifs et de soutien est prépondérant sur la commune puisqu'il représente 21,1 % du nombre total d'établissements de la commune (27 sur les 128 entreprises implantées  à Saint-Loup-Cammas), contre 19,8 % au niveau départemental.

#### Entreprises et commerces
Les trois entreprises ayant leur siège social sur le territoire communal qui génèrent le plus de chiffre d'affaires en 2020 sont : 
- SASU Boucherie Anthony Fau, commerce de détail de viandes et de produits à base de viande en magasin spécialisé (508 k€) ;
- Des Rullets, culture de céréales (à l'exception du riz), de légumineuses et de graines oléagineuses (144 k€) ;
- MK Coiffure, coiffure (69 k€).

### Agriculture
|               | 1988 | 2000 | 2010 | 2020 |
| ------------- | ---- | ---- | ---- | ---- |
| Exploitations | 7    | 7    | 5    | 3    |
| SAU (ha)      | 384  | 377  | 203  | 221  |

La commune est dans le Lauragais, une petite région agricole occupant le nord-est du département de la Haute-Garonne, dont les coteaux portent des grandes cultures en sec avec une dominante blé dur et tournesol. En 2020, l'orientation technico-économique de l'agriculture  sur la commune est la culture de céréales et/ou d'oléoprotéagineuses. Trois exploitations agricoles ayant leur siège dans la commune sont dénombrées lors du recensement agricole de 2020 (sept en 1988). La superficie agricole utilisée est de 221 ha,,.

## Culture locale et patrimoine

### Lieux et monuments
- L'église Saint-Loup de Saint-Loup-Cammas : construite vers 1552/1556, elle ne comptait alors ni la sacristie, ni la chapelle du Sacré-Cœur, bâtie plus tard vers 1850. Le presbytère communiquait directement avec l'église, sous la chaire. Une châsse contenant une relique de saint Loup y était installée.
- Le château de Loubens : le parc de ce château privé, classé monument historique, est réputé le 3e d'Europe pour ses essences rares.
- La salle des fêtes : construite en 1965, elle fut, aux dires des anciens, l'une des premières de la région.
- Le stade Pierre-de-Lassus : sa construction fut décidée le 20 juillet 1979, sur un terrain de 2 ha cédé à la commune par le baron Pierre de Lassus.
- La clinique Marigny : le château, qui est situé sur un parc de sept hectares, a été la possession de comte de Marigny, puis à M. de Cambolas, ancien capitoul. Victor Parant achète le domaine et y fonde en 1924 une maison de repos ouverte, devenue clinique psychiatrique.

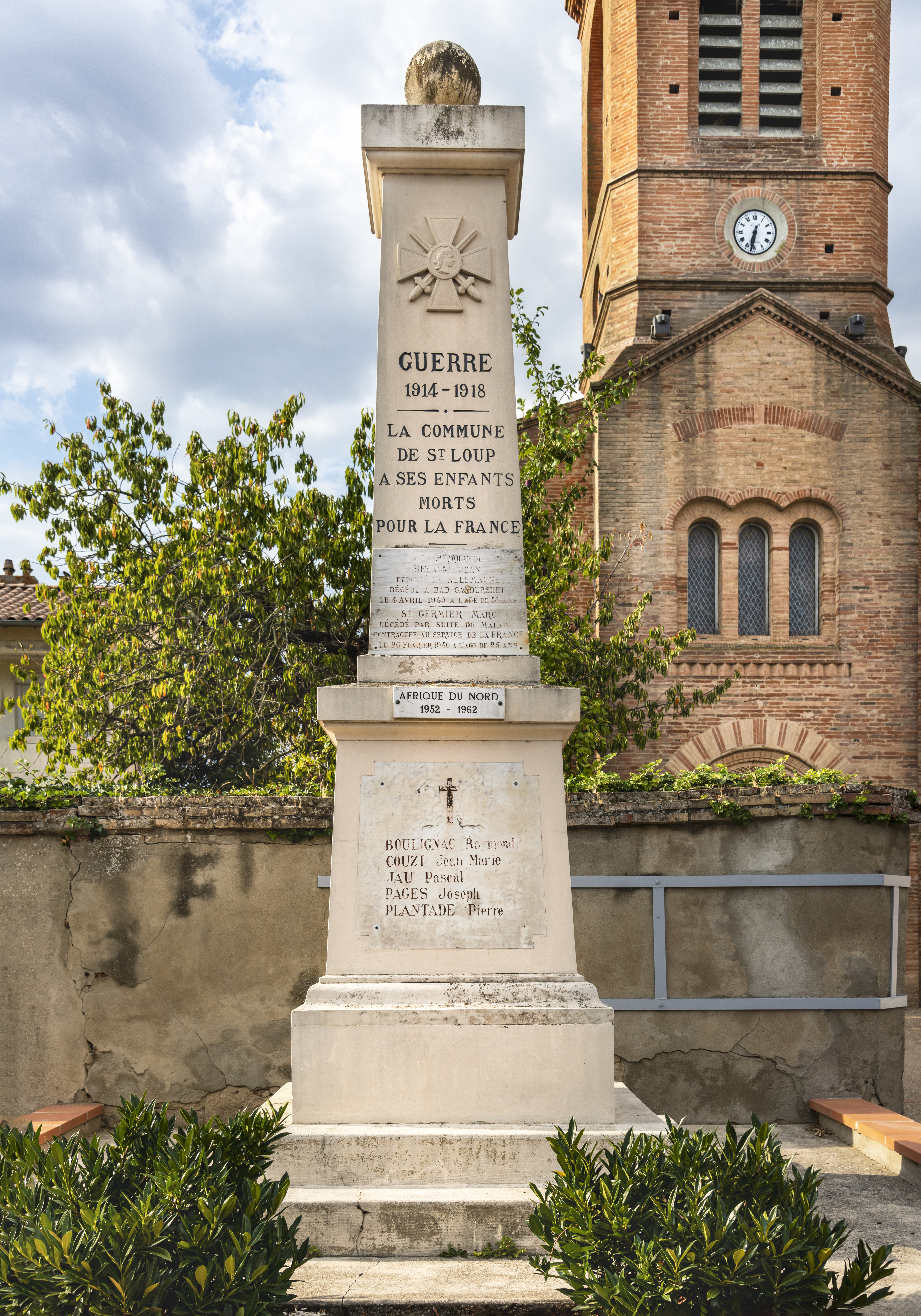
Le monument aux morts

### Personnalités liées à la commune

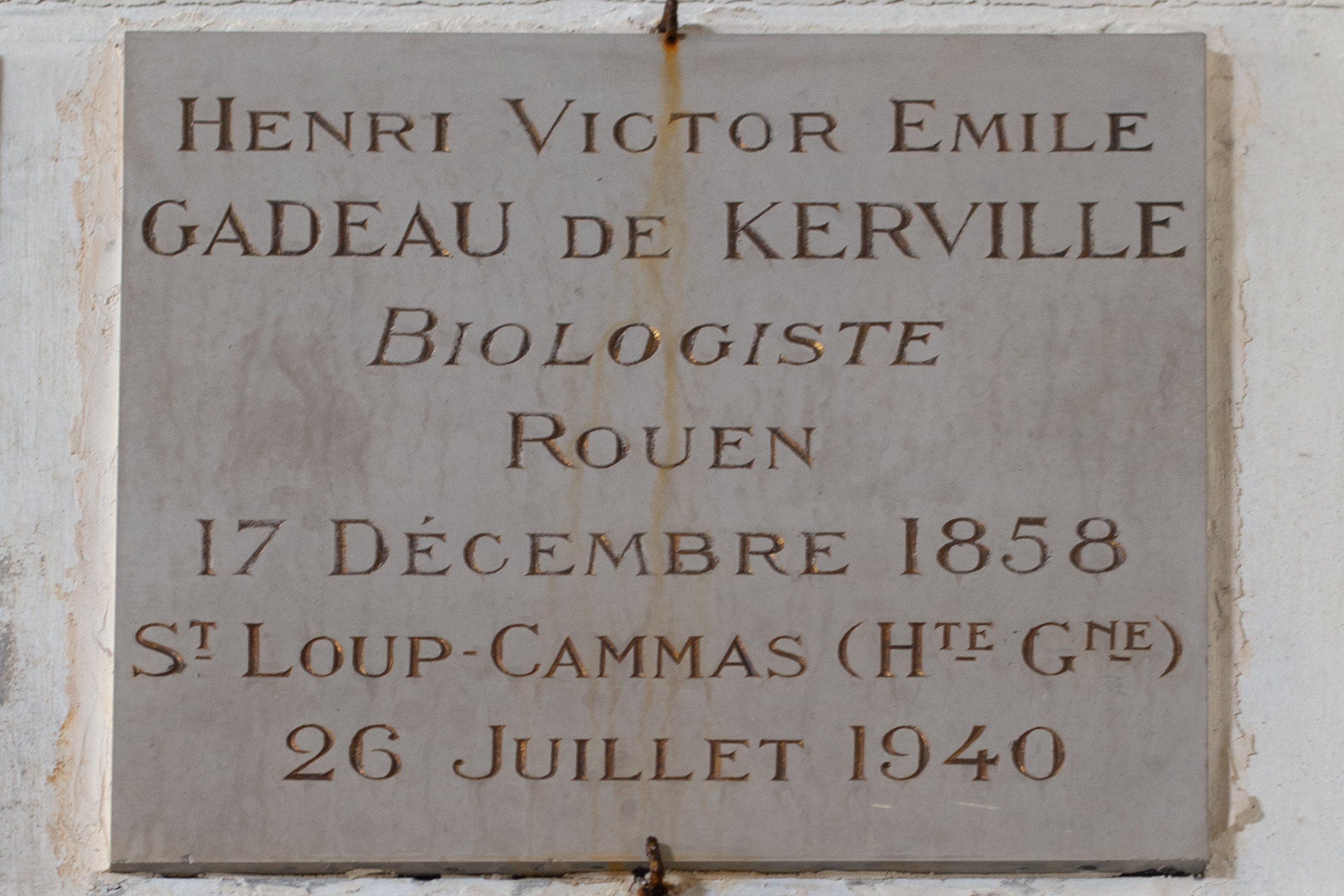
Plaque de columbarium de Henri Gadeau de Kerville.

- François Lucas, sculpteur du XVIIIe siècle qui a habité le village, 1 chemin Tourtourel ;
- Gabriel Pech (1854-1930), sculpteur, y est mort ;
- Henri Gadeau de Kerville (1858-1940), biologiste, y est mort ;
- Émile Ntamack, joueur de rugby à XV et entraîneur de l'équipe de France de rugby à XV.

## Pour approfondir